# Stockcar

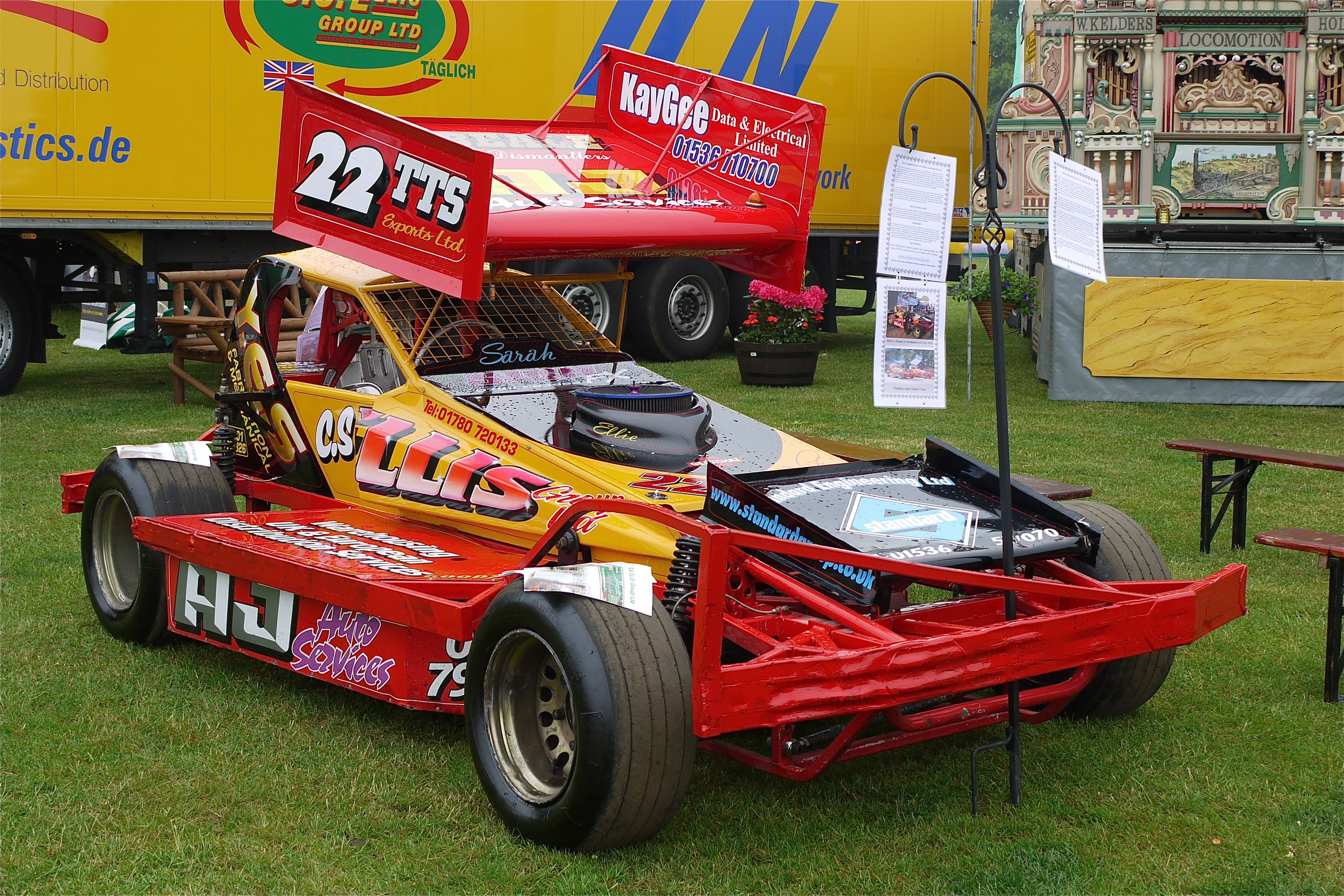
Een stockcar F1, gereed gemaakt voor asfalt

Stockcar F1 wordt in de volksmond de koningsklasse binnen het ovalracen (autospeedway) op zowel asfalt als onverharde banen binnen Nederland genoemd. Het is een autosportvorm met nauwe banden tussen Nederland, België en het Verenigd Koninkrijk. De klasse valt op door contactraces, technisch specifieke zelfbouwvoertuigen en een duidelijke seizoen structuur waarin nationale en internationale kampioenschappen samenkomen.
Hoewel de naam gelijk is aan het type voertuig die binnen de Amerikaanse NASCAR actief is, verschillen de voertuigen enorm. Beide zijn wel ontstaan in een tijd van toen voertuigen van de openbare weg beperkt aangepast werden, en ingezet om te racen, een "stock car" (standaard auto). Tegenwoordig zijn beide niet meer verwant aan een bestaand voertuig. 
Andere klassen die vaak op dezelfde evenementen aanwezig zijn zijn de Stockcar F2 (viercilinder Ford motor), Saloonstockcar (viercilinder Ford motor) en de Heritage (klassieke stockcars van minimaal 25 jaar oud)

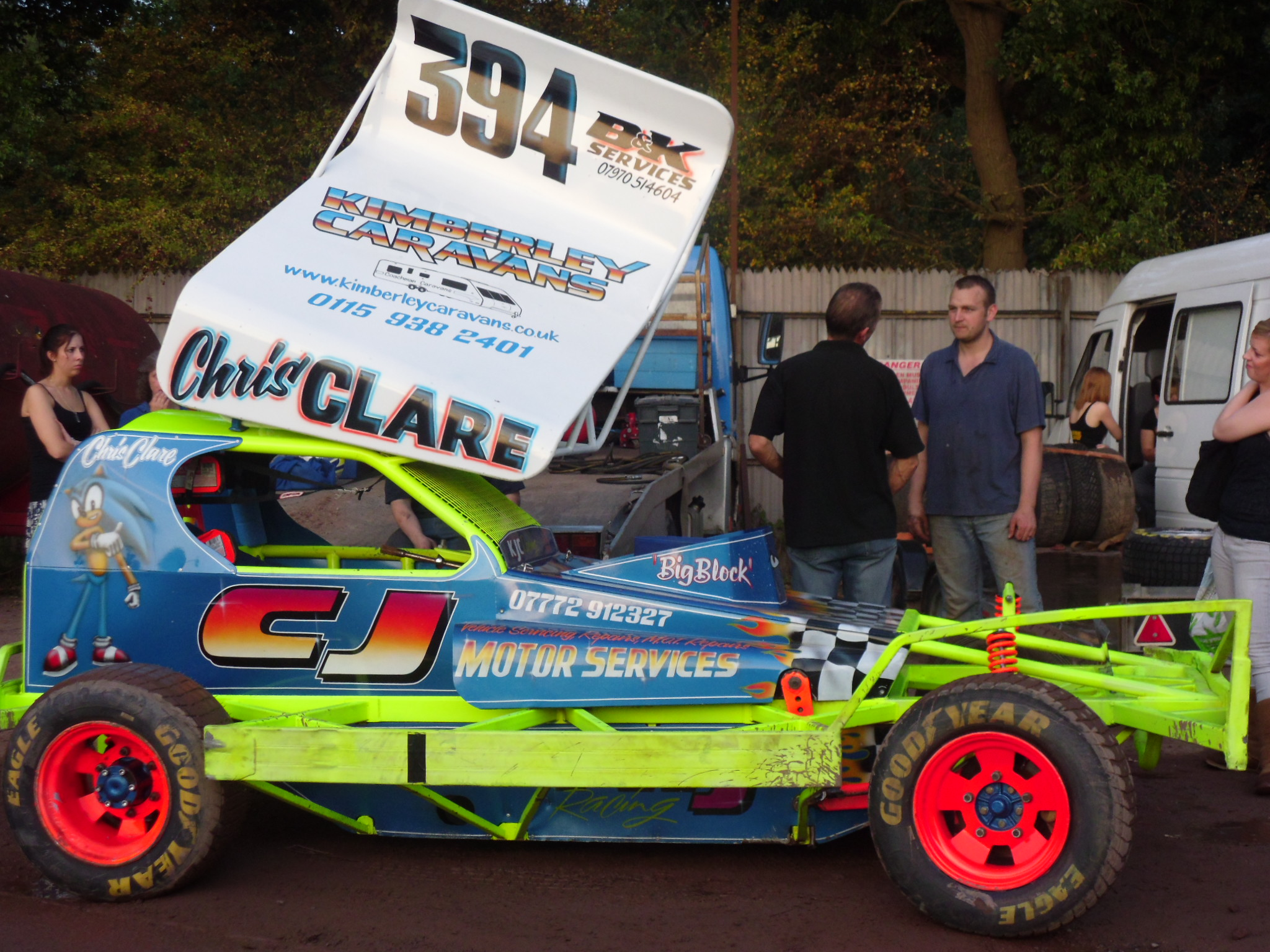
Stockcar F1, gereed gemaakt voor onverharde banen

Circuits binnen Nederland zijn vaak tussen de 350 en 600 meter omtrek, waarbij op een klei, modder, gravel of asfalt ondergrond wordt gereden. Het onderscheid tussen waarvoor een auto hoofdzakelijk bestemd is, is vaak eenvoudig te zien aan de dakspoiler. Op asfalt wordt vaak gebruik gemaakt van een spoiler in de traditionele zin, sterk uitvergroot, en op het onverharde een grote plaat met een frame, waarbij de theorie erachter is dat deze ondersteund bij het driften, of "speedwayen".

## Geschiedenis
De sport kwam in Nederland op in de tweede helft van de twintigste eeuw. Op asfaltbanen zoals Baarlo en Gendt reden Nederlandse coureurs regelmatig tegen Britse tegenstanders, wat leidde tot technische en organisatorische kruisbestuiving.

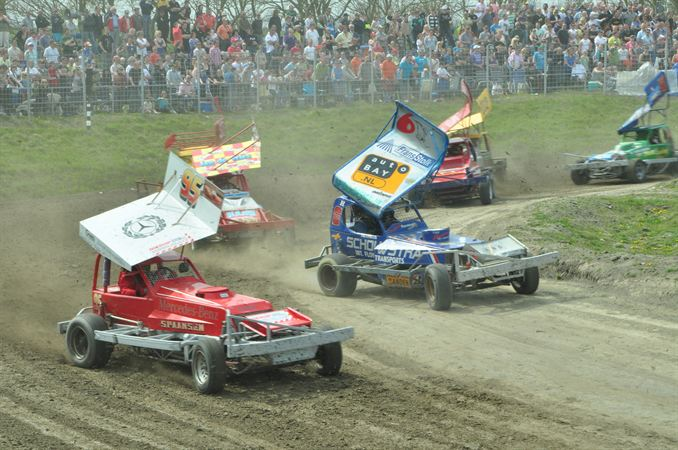
Stockcar F1 op de ACON sint maarten, 2010

Parallel ontwikkelde zich in het noorden een sterke scene op onverharde ovaals, vaak met afwijkende reglementen ten opzichte van het Verenigd Koninkrijk. Tot in de jaren negentig waren de onverharde- en asfaltklassen internationaal gescheiden. Sindsdien is er ook op onverhard een wedstrijdelement tussen Nederlandse en Britse organisaties, wat leidde tot gezamenlijke topevenementen. Ook zijn de technische reglementen rechtgetrokken, en is het nu met kleine aanpassingen mogelijk om op de twee verschillende ondergronden met één stockcar te rijden.
Waar vroeger de chassis van bestaande voertuigen werd gebruikt is dat tegenwoordig niet meer toegestaan. Het voertuig moet volledig zelfbouw zijn. Een ontwikkeling van de afgelopen jaren is de opkomst van chassis bouwers. Dit zijn teams of coureurs die vaak met de top meedoen, en auto's gedeeltelijk of compleet voor andere teams opbouwen. Enkele prominente namen hierin zijn:
- Wainman racing
- Tom Harris motorsport
- Harrison Supplies Ltd
- Newson racing
- Falding
- Fairhurst
- Smith/Cecil built
- De Vries Motorsport
- Paardekoper

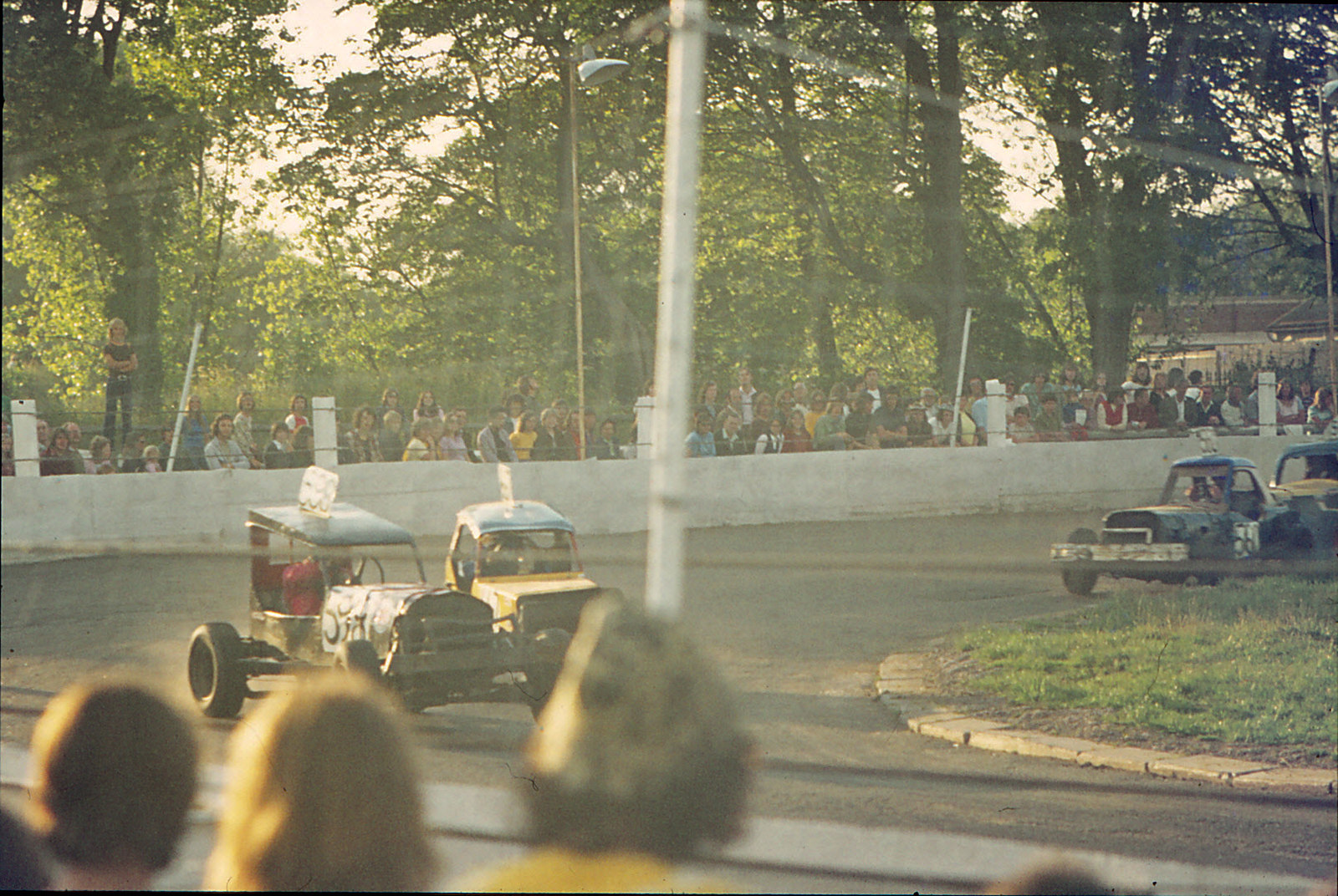
Asfaltstockcars in vroegere jaren

Ook zijn op de aspecten van veiligheid en milieu de afgelopen jaren flinke stappen gemaakt. Zo is voor de coureur betere nekbescherming (HANS) verplicht, is een 5-puntsgordel de norm, zijn de stoel en gordelsystemen verbeterd, de auto's sterker geworden, om de circuits boardings/vangrails geplaatst in plaats van de voorheen aanwezige greppels, en is voor het milieu een zeil onder de auto verplicht in het rennerskwartier waardoor bodemvervuiling gemitigeerd wordt.

## Organisatie
- BVSR[1] (Belangenvereniging Stockcar Rijders) Vertegenwoordigt de rijders, beheert het technisch reglement, coördineert keuringen en verstrekt het stockcarpaspoort.
- NAB[2] (Nederlandse Autosport Bond) Nationale bond die licenties en verzekeringen verzorgt voor aangesloten circuits.
- BriSCA NL/UK[3]  Internationale partners voor afstemming van reglementen, WK-kwalificatie en sancties.

Prominente banen en clubs:
- Asfalt: NOV Lelystad, Raceway Venray
- Onverhard: FAC (Blauwhuis, Hallum, Makkum), ASE Emmen, MAB Texel, NAC Kollum, ACON Sint Maarten
- Buitenland: Verenigd Koningkrijk, voorheen Warneton België

## Rennerskwartier

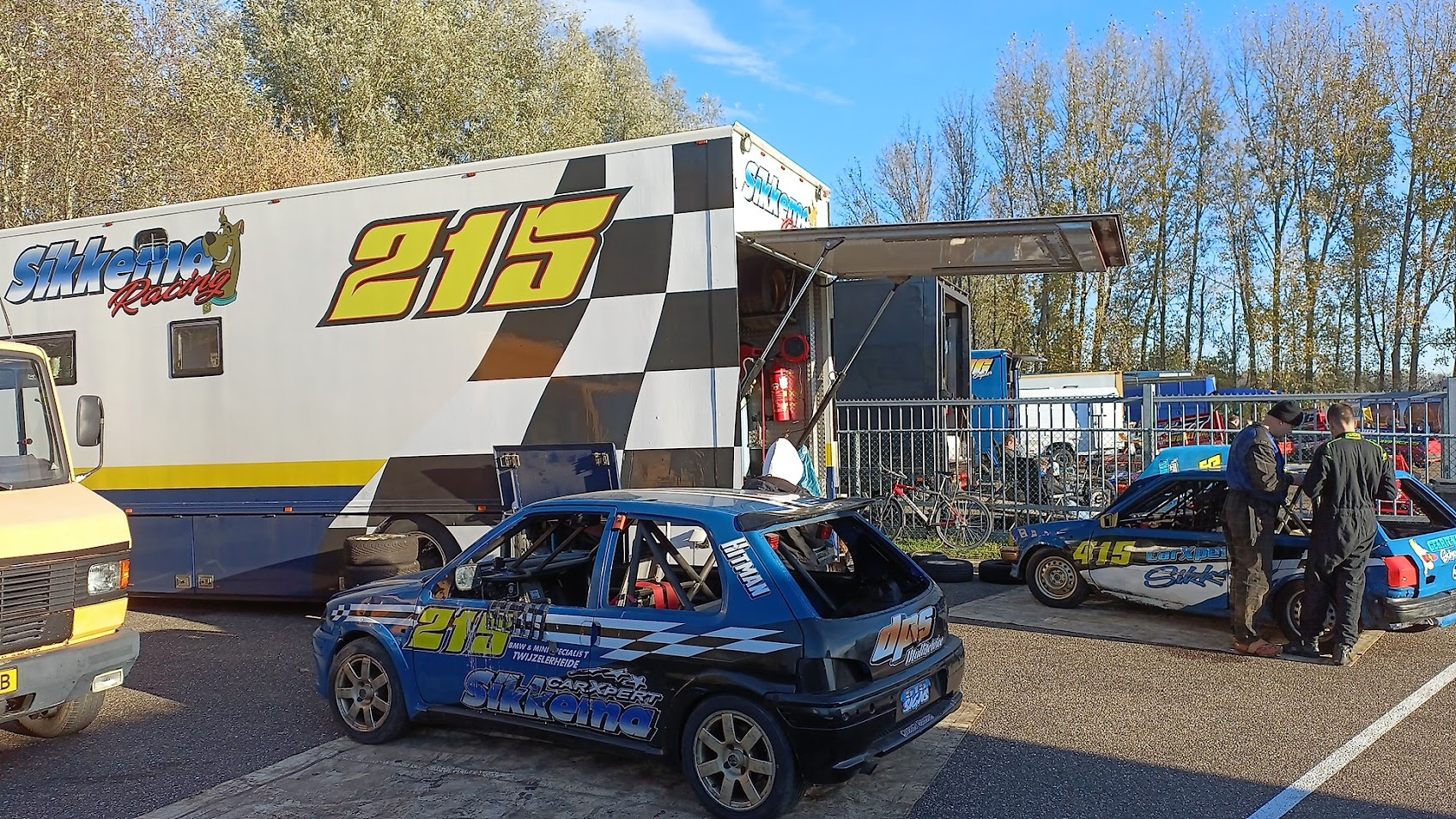
vrachtwagen gebruikt voor het vervoer van racevoertuigen

Op een gemiddelde wedstrijddag in Nederland worden in de Stockcar F1‑klasse drie manches verreden. Het totaal behaalde puntenaantal bepaalt of een coureur zich plaatst voor de afsluitende finale.
Omdat Stockcar F1 een contactklasse is, is schadeherstel tussen de races door aan de orde van de dag. Reparaties richten zich vaak op het ijzerwerk van de auto: verbogen bumpers, beschadigde zijrekken en andere structurele delen. Teams nemen daarom een uitgebreide uitrusting mee, waaronder aggregaten, lasapparaten, ijzerwaren en reserve-onderdelen zoals ophangingselementen.
Tot circa 2010 werden de raceauto’s veelal met een losse aanhanger naar het circuit vervoerd. In de laatste jaren is het steeds gebruikelijker geworden dat teams beschikken over volledig ingerichte race‑trucks. Deze voertuigen dienen niet alleen voor het vervoer van auto en team, maar fungeren ook als mobiele werkplaats, compleet uitgerust om ter plaatse snel en efficiënt herstelwerkzaamheden uit te voeren.

## Seizoen en kampioenschappen
De kalender houdt rekening met zowel nationale titels als kwalificatie voor de Britse World Final.
- World Final-kwalificatie  Aan het begin van het jaar (soms inclusief eindraces van het vorige seizoen) worden kwalificatiewedstrijden verreden. De snelste rijders van asfalt- en dirt-clubs plaatsen zich voor de World Final in Engeland. Plaatsen worden verdeeld op basis van puntentelling en enkele wildcards.
- Zilveren Dak  Jaarlijkse puntenprijs over het hele seizoen, afzonderlijk voor asfalt en onverhard.
- World cup Jaarlijks georganiseerd op Raceway Venray. Winnaar mag gouden strepen op de dakspoiler toevoegen.
- Nederlands kampioenschap  Jaarlijks georganiseerd op de ACON Sint Maarten in Augustus.
- Dutch open Jaarlijks georganiseerd op NOV Lelystad in Oktober.
- World of Dirt  Jaarlijkse titel voor de beste dirt-rijder, herkenbaar aan een goud-oranje geblokte dakspoiler.
- Kings battle Jaarlijkse titel voor de King of Dirt, een twee daags evenement georganiseerd op koningsdag op het FAC circuit in Blauwhuis
- Shootout  In recente jaren toegepast bij de laatste races van het seizoen: beperkte reset van het klassement om de strijd spannender te maken.

Gradatiekleur en startopstelling  De startopstelling wordt bepaald door gradatiekleur, van wit (C-gradatie), geel, blauw, rood, superstar (rode spoiler met flikkerende lichten) naar goud (wereldkampioen).

## Technische kenmerken
Volgens het actuele BVSR Technisch Reglement (2025):
- Opbouw en afmetingen:  Zelfgebouwd stalen chassis, rolkooi gelast op het chassis, maximale lengte 4,10 m en breedte 2,30 m, bodemvrijheid min. 50 mm.
- Gewicht:  1350–1500 kg (excl. rijder, incl. brandstof), specifieke verdelingseisen bevatten: minimaal 56% achtergewicht, maximaal 52.9% linkergewicht.
- Motor en aandrijving: V8 met stalen onderblok, carburateur, handgeschakelde versnellingsbak met achteruit, alleen achterwielaandrijving.
- Bumpers en zijrekken:  Gelaste bumpers binnen de bandbreedte, veiligheidsrek achter verplicht.
- Vering en schokdempers:  Blad- of spiraalveren; specifieke dempermerken op asfalt.
- Banden:  Voorgeschreven American Racer-typen, aangevuld met rallybanden op bepaalde posities; bewerking verboden.

## Kampioenen
Deze kampioenslijsten zijn mogelijk niet compleet.

### World of Dirt[4]
| Jaar | Rijder          | Startnummer |
| ---- | --------------- | ----------- |
| 2025 | Richard Falkena | 141         |
| 2024 | Mark Veenstra   | 181         |
| 2023 | Koen Maris      | 61          |
| 2022 | Wybe de Vries   | 618         |

### Zilveren Dak – Onverhard[1]
| Jaar | Rijder                     | Startnummer |
| ---- | -------------------------- | ----------- |
| 2025 | Richard Falkena            | 141         |
| 2024 | Richard Falkena            | 141         |
| 2023 | Wybe de Vries              | 618         |
| 2022 | Tsjalle Greidanus          | 229         |
| 2021 | Geen kampioenschap (COVID) | —           |
| 2020 | Geen kampioenschap (COVID) | —           |
| 2019 | Wybe de Vries              | 618         |
| 2018 | Pieter Langeveld           | 155         |
| 2017 | Jan Roelof Wijbenga        | 228         |
| 2016 | Marten Bijlsma             | 422         |
| 2015 | Pieter van der Iest        | 226         |
| 2014 | Pieter van der Iest        | 226         |
| 2013 | Jan van der Iest           | 26          |
| 2012 | Jan van der Iest           | 26          |
| 2011 | Jessy de Bruijn            | 339         |
| 2010 | Fred Hink                  | 35          |
| 2009 | Durk Greidanus             | 29          |
| 2008 | Durk Greidanus             | 29          |

### King of Dirt - onverhard[5]
| Jaar | Winnaar                    | Startnummer |
| ---- | -------------------------- | ----------- |
| 2025 | Jelle Tesselaar            | 410         |
| 2024 | Wybe de Vries              | 618         |
| 2023 | Tom Harris                 | uk1/84      |
| 2022 | Louw de Vries              | 79          |
| 2021 | Geen kampioenschap (COVID) |             |
| 2020 | Geen kampioenschap (COVID) |             |
| 2019 | Richard Falkena            | 141         |
| 2018 | Jacob de Vries             | 453         |
| 2017 | Janroelof Wijbenga         | 228         |
| 2016 | Ron Kroonder               | 217         |
| 2015 | Pieter van der Iest        | 226         |
| 2014 | Pieter van der Iest        | 226         |

### Nederlands kampioenschap - onverhard
| Jaar | Winnaar                    |      |
| ---- | -------------------------- | ---- |
| 2025 | Ryan Harrison              | uk97 |
| 2024 | Richard Falkena            | 141  |
| 2023 | Mark Veenstra              | 181  |
| 2022 | Wybe de Vries              | 618  |
| 2021 | Jacob de Vries             | 453  |
| 2020 | Geen kampioenschap (COVID) |      |
| 2019 | Pieter Langeveld           | 155  |
| 2018 | Koen Maris                 | 61   |
| 2017 | Jacob de Vries             | 453  |
| 2016 | Koen Maris                 | 61   |
| 2015 | Pieter van der Iest        | 226  |
| 2014 | Willem Sieger de Vries     | 452  |
| 2013 | Wierd Gietema              | 76   |
| 2012 | Bate Feenstra              | 74   |
| 2011 | Martijn Oudhuis            | 477  |
| 2010 | Fred Hink                  | 35   |
| 2009 | Axel Nijs                  | 32   |
| 2008 | Jan van der Iest           | 26   |
| 2007 | Sip Woudstra               | 227  |
| 2006 | Axel Nijs                  | 32   |
| 2005 | Axel Nijs                  | 32   |
| 2004 | Mark Woudenberg            | 84   |
| 2003 | Ouwe Bijlsma               | 3    |
| 2002 | Ouwe Bijlsma               | 3    |
| 2001 | Fred Hink                  | 35   |
| 2000 | Minne Meijer               | 69   |
| 1999 | Minne Meijer               | 69   |
| 1998 | Ouwe Bijlsma               | 3    |
| 1997 | Gerrit de Vries            | 20   |
| 1996 | Minne Meijer               | 69   |
| 1995 | Sjaak van Diepen           |      |
| 1994 | Chris Bimmel               | 77   |
| 1993 | Ron Kroonder               | 217  |

### Zilveren Dak – Asfalt
| Jaar | Rijder                     | Startnummer |
| ---- | -------------------------- | ----------- |
| 2024 | Geert Jan Keijzer          | 6           |
| 2023 | Wim Peeters                | 124         |
| 2022 | Wesley Schaap              | 77          |
| 2021 | Geen kampioenschap (COVID) | —           |
| 2020 | Geen kampioenschap (COVID) | —           |
| 2019 | Luke Davidson (UK)         | 464         |
| 2018 | Jordy Lemmens              | B197        |

### World cup - Asfalt[6]
| Jaar | Locatie  | Winnaar                    |
| 2025 | Venray   | Matthew Newson (16)        |
| 2024 | Venray   | Geert Jan Keijer (H6)      |
| 2023 | Venray   | Wim Peeters (H124)         |
| 2022 | Venray   | Danny van Wamelen (H47)    |
| 2021 | —        | Geen kampioenschap (COVID) |
| 2020 | —        | Geen kampioenschap (COVID) |
| 2019 | Venray   | Luke Davidson (464)        |
| 2018 | Venray   | Roy Maessen (H400)         |
| 2017 | Venray   | Ryan Harrison (197)        |
| 2016 | Venray   | Roy Maessen (H400)         |
| 2015 | Venray   | Frankie Wainman Jnr (515)  |
| 2014 | Venray   | Dan Johnson (4)            |
| 2013 | Venray   | Tom Harris (84)            |
| 2012 | Venray   | Tom Harris (84)            |
| 2011 | Venray   | Gary Castell (H247)        |
| 2010 | Venray   | Gary Castell (H247)        |
| 2009 | Venray   | Ron Kroonder (H217)        |
| 2008 | Warneton | Louw Wobbes (H22)          |
| 2007 | Venray   | Ron Kroonder (H217)        |
| 2006 | Venray   | Frankie Wainman Jnr (515)  |
| 2005 | Venray   | — (Abandoned)              |
| 2004 | Venray   | Henk Jan Ronitz (H240)     |
| 2003 | Venray   | Henk Jan Ronitz (H240)     |
| 2002 | Venray   | Willie Peters (H24)        |
| 2001 | Venray   | Henk Jan Ronitz (H240)     |
| 2000 | Venray   | Ron Kroonder (H217)        |
| 1999 | Venray   | Frankie Wainman Jnr (515)  |

### World Final - Verenigd Koninkrijk[7]
De World Final is tot dusver (2025) nog niet gewonnen door een coureur afkomstig van buiten het Verenigd Koninkrijk
| Jaar | Locatie     | Winnaar                    |
| ---- | ----------- | -------------------------- |
| 2024 | Skegness    | Tom Harris (1)             |
| 2023 | Northampton | Tom Harris (84)            |
| 2022 | Ipswich     | Charlie Sworder (5)        |
| 2021 | Bradford    | Tom Harris (1)             |
| 2020 | —           | Geen kampioenschap (COVID) |
| 2019 | King’s Lynn | Tom Harris (84)            |
| 2018 | Skegness    | Stuart Smith Jnr (390)     |
| 2017 | Ipswich     | Nigel Green (445)          |
| 2016 | Coventry    | Frankie Wainman Jnr (515)  |
| 2015 | King’s Lynn | Rob Speak (318)            |
| 2014 | Coventry    | Craig Finnikin (55)        |
| 2013 | King’s Lynn | Tom Harris (84)            |
| 2012 | Skegness    | Lee Fairhurst (217)        |
| 2011 | Northampton | Paul Harrison (2)          |
| 2010 | Coventry    | Andy Smith (1)             |
| 2009 | King’s Lynn | Andy Smith (391)           |
| 2008 | Ipswich     | Andy Smith (391)           |
| 2007 | King’s Lynn | Stuart Smith Jnr (390)     |
| 2006 | Coventry    | Andy Smith (391)           |
| 2005 | Northampton | Frankie Wainman Jnr (515)  |
| 2004 | Coventry    | Peter Falding (1)          |
| 2003 | Coventry    | Peter Falding (33)         |
| 2002 | Coventry    | John Lund (53)             |
| 2001 | Hednesford  | Rob Speak (318)            |
| 2000 | Coventry    | John Lund (53)             |
| 1999 | Coventry    | Murray Harrison (97)       |
| 1998 | Coventry    | Frankie Wainman Jnr (515)  |
| 1997 | Bradford    | John Lund (53)             |
| 1996 | Coventry    | John Lund (53)             |
| 1995 | Hednesford  | Keith Chambers (250)       |
| 1994 | Bradford    | Andy Smith (391)           |
| 1993 | Coventry    | Peter Falding (33)         |
| 1992 | Bradford    | John Lund (53)             |
| 1991 | Hednesford  | John Lund (53)             |
| 1990 | Bradford    | Bert Finnikin (55)         |
| 1989 | Coventry    | Ray Tyldesley (85)         |
| 1988 | Hednesford  | John Lund (53)             |
| 1987 | Belle Vue   | John Lund (53)             |
| 1986 | Coventry    | Peter Falding (33)         |
| 1985 | Bradford    | Stuart Smith (1)           |
| 1984 | Belle Vue   | Stuart Smith (1)           |
| 1983 | Coventry    | Stuart Smith (1)           |
| 1982 | Belle Vue   | Willie Harrison (2)        |
| 1981 | Bradford    | Len Wolfenden (190)        |
| 1980 | Coventry    | Stuart Smith (391)         |
| 1979 | White City  | Frankie Wainman (212)      |
| 1978 | Belle Vue   | Dave Mellor (304)          |
| 1977 | Coventry    | Mike Close (199)           |
| 1976 | White City  | Stuart Bamforth (3)        |
| 1975 | Belle Vue   | Dave Chisholm (252)        |
| 1974 | Coventry    | Dave Chisholm (252)        |
| 1973 | Harringay   | Dave Chisholm (252)        |
| 1972 | Belle Vue   | Stuart Smith (391)         |
| 1971 | Coventry    | Doug Cronshaw (396)        |
| 1970 | Harringay   | Jim Esau (244)             |
| 1969 | Belle Vue   | Stuart Smith (391)         |
| 1968 | Coventry    | Tony Neal (100)            |
| 1967 | Harringay   | George Ansell (375)        |
| 1966 | Belle Vue   | Fred Mitchell (38)         |
| 1965 | West Ham    | Ellis Ford (3)             |
| 1964 | Coventry    | Trevor Frost (68)          |
| 1963 | Harringay   | Doug Wardropper (5)        |
| 1962 | Belle Vue   | Fred Mitchell (38)         |
| 1961 | West Ham    | Jock Lloyd (131)           |
| 1960 | Coventry    | Johnny Brise (103)         |
| 1959 | Belle Vue   | Johnny Brise (103)         |
| 1958 | Belle Vue   | Bob Reeve (0)              |
| 1957 | Belle Vue   | Aubery Leighton (42)       |
| 1956 | Belle Vue   | Johnny Brise (103)         |
| 1955 | Belle Vue   | Jerzy Wotjowicz (99)       |
| 1955 | Harringay   | Mac McDonnell (35)         |